# アンソニー・ブラウン (1992年生のバスケットボール選手)
アンソニー・レジョン・ブラウン（Anthony LeJohn Brown、1992年10月10日 - ）は、アメリカ合衆国・カリフォルニア州ベルフラワー出身のプロバスケットボール選手。ポジションはスモールフォワード。

## 来歴
ロサンゼルス近郊のベルフラワーで生まれ育ったブラウンは、地元の高校を卒業後、名門のスタンフォード大学に進学。1年生から主力として活躍するも、2012-13シーズンは負傷の為に全休。翌2013-14シーズンはPAC-12の最優秀成長選手に選出されるなど、飛躍のシーズンとなったが、ブラウンはNBA入りへのアピールをする為に2014年のNBAドラフトにはアーリーエントリーを行わず、 最終学年の "5年生" となる2014-15シーズンまでプレー。2015年のNBAドラフトでは、地元のロサンゼルス・レイカーズから34位で指名され、2015-16シーズン開幕第2戦のサクラメント・キングス戦でNBAデビューを果たした。しかし、2016-17シーズン開幕前に解雇。後にDリーグドラフトでエリー・ベイホークスから指名を受け、好成績を残した後、11月20日にニューオーリンズ・ペリカンズと契約したが、12月9日に解雇。その後2017年1月20日にオーランド・マジックと10日間契約を結んだが、二度目の契約更新を受けることは出来ず解雇された。

## NBA個人成績

### レギュラーシーズン
| シーズン | チーム                       | GP | GS | MPG  | FG%  | 3P%  | FT%  | RPG | APG | SPG | BPG | PPG |
| -------- | ---------------------------- | -- | -- | ---- | ---- | ---- | ---- | --- | --- | --- | --- | --- |
| 2015–16  | ロサンゼルス・レイカーズ     | 29 | 11 | 20.7 | .310 | .286 | .850 | 2.4 | .7  | .5  | .2  | 4.0 |
| 2016–17  | ニューオーリンズ・ペリカンズ | 9  | 0  | 15.9 | .341 | .250 | .000 | 2.9 | .7  | .6  | .1  | 3.8 |
| 2016–17  | オーランド・マジック         | 2  | 0  | 8.0  | .444 | .333 | .000 | 3.5 | 1.0 | .0  | .0  | 4.5 |
| Career   | Career                       | 40 | 11 | 19.0 | .324 | .278 | .850 | 2.6 | .7  | .5  | .2  | 4.0 |